# كأس الاتحاد التايلاندي 2009
كأس الاتحاد التايلاندي 2009 (بالتايلندية: มูลนิธิไทยคม เอฟเอคัพ 2552)‏ هو موسم من كأس الاتحاد التايلاندي. كان عدد الأندية المشاركة فيه 78، وفاز فيه نادي بورت.